# Mykola Daschkewytsch

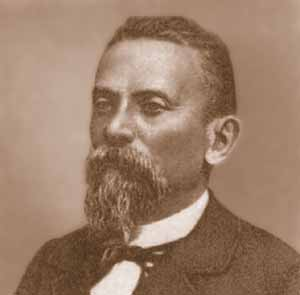
Mykola Daschkewytsch

Mykola Pawlowytsch Daschkewytsch (ukrainisch Микола Павлович Дашкевич; * 4. Augustjul. / 16. August 1852greg. in Beschiw, Gouvernement Wolhynien, Russisches Kaiserreich; † 20. Januarjul. / 2. Februar 1908greg. in Kiew, Gouvernement Kiew, Russisches Kaiserreich) war ein ukrainischer Historiker, Literaturkritiker und Volkskundler.

## Leben
Mykola Daschkewytsch kam in Beschiw (Бежів) bei Tschernjachiw als Sohn einer Priesterfamilie in der heute ukrainischen Oblast Schytomyr zur Welt.
Er studierte ab 1868 Geschichte und Philologie an der Universität Kiew, an der er im Anschluss an sein Studium als Dozent und später als Professor für westliche Literatur tätig war.
Zwischen 1899 und 1904 und von 1905 bis 1908 leitete er die Historische Nestor-Gesellschaft und von 1907 an war er Vollmitglied der Kaiserlich-Russischen Akademie der Wissenschaften in Sankt Petersburg. Er schrieb eine Anzahl von Werken zu ukrainischen, russischen und westlichen Schriftstellern. In diesen Werken untersuchte er anhand eines historisch-kulturellen und vergleichsweise-historischen Ansatzes literarische Phänomene. Sein Hauptwerk handelte von der Identität und Originalität der ukrainischen Literatur, in dem er die Unabhängigkeit der ukrainischen Literatur und ihre engen Beziehungen zur westlichen Literatur betonte und deren Abhängigkeit von der russischen Literatur ablehnte.